# Jonas Armstrong
Jonas Armstrong (Dublino, 1º gennaio 1981) è un attore irlandese, famoso per il ruolo di Robin Hood nella serie omonima della BBC One.
Interpreta Nathaniel Dove nella serie televisiva Ripper Street, nel 2019 interpreta Sean Meredith nella serie televisiva The Bay della ITV.

## Biografia
Jonas Armstrong è nato al Mount Carmel Hospital, Dublino, il 1º gennaio, esattamente un minuto dopo la mezzanotte: è stato, così, il primo bambino nato in Irlanda nel 1981. Ha un fratello di nome Grant, anche lui attore, e una sorella.
Si è laureato alla Royal Academy of Dramatic Art (RADA) nel 2003.È anche bravo nella danza e nell'imitare gli accenti.

## Teatro
- Quartermaine's Terms (Royal Theatre, Northampton 2003)
- The Skin of Our Teeth (Young Vic Theatre, Londra 2004)
- Rutherford & Son (Royal Exchange, Manchester 2005)

## Filmografia

### Cinema
- Book of Blood, regia di John Harrison (2009)
- Twenty8k, regia di David Kew e Neil Thompson (2012)
- Walking with the Enemy, regia di Mark Schmidt (2013)
- Edge of Tomorrow - Senza domani (Edge of Tomorrow), regia di Doug Liman (2014)
- Three Day Millionaire, regia di Jack Spring (2023)

### Televisione
- Teachers – serie TV, 7 episodi (2004)
- The Ghost Squad – serie TV, 8 episodi (2005)
- Losing Gemma, regia di Maurice Phillips – miniserie TV (2006)
- Robin Hood – serie TV, 39 episodi (2006-2009)
- The Street – serie TV, 3 episodi (2009)
- Miss Marple (Agatha Christie's Marple) – serie TV, episodio 5x02 (2010)
- Rage of the Yeti, regia di David Hewlett – film TV (2011)
- The Field of Blood – serie TV, episodi 1x01-1x02 (2011)
- Body Farm - Corpi da reato (The Body Farm), regia di Diarmuid Lawrence e David Drury – miniserie TV, puntata 5 (2011)
- Hit & Miss, regia di Sheree Folkson e Hettie Macdonald – miniserie TV, 6 puntate (2012)
- Prisoners' Wives – serie TV, 6 episodi (2012)
- The Whale, regia di Alrick Riley – film TV (2013)
- The Dovekeepers - Il volo della colomba (The Dovekeepers), regia di Yves Simoneau – miniserie TV (2015)
- Line of Duty – serie TV, 3 episodi (2016)
- Dark Angel, regia di Brian Percival – miniserie TV (2016)
- Ripper Street – serie TV, 12 episodi (2016)
- Troy - La caduta di Troia (Troy: Fall of a City), regia di Mark Brozel, Owen Harris e John Strickland – miniserie TV (2018)
- Urban Myths – serie TV, episodio 2x02 (2018)
- Delitti in Paradiso (Death in Paradise) – serie TV, episodio 8x02 (2019)
- The Bay – serie TV, 6 episodi (2019)
- The Drowning, regia di Carolina Giammetta – miniserie TV (2021)
- Hollington Drive, regia di Carolina Giammetta – miniserie TV (2021)
- Floodlights, regia di Nick Rowland – film TV (2022)
- Strike – serie TV, 4 episodi (2022)
- Boat Story, regia di Jack Williams, Harry Williams, Alice Troughton e Daniel Nettheim – miniserie TV, puntate 1-2 (2023)
- After the Flood – serie TV, 6 episodi (2024)

## Doppiatori italiani
Nelle versioni in italiano delle opere in cui ha recitato, Jonas Armstrong è stato doppiato da:
- Francesco Bulckaen in Robin Hood (st. 2-3), Strike
- Riccardo Niseem Onorato in Robin Hood (st. 1)
- Alberto Bognanni in Edge of Tomorrow - Senza domani
- Roberto Gammino in Troy - La caduta di Troia